# Kurt Griepenkerl
Kurt Griepenkerl ( 1888 - ap. 1944) est un officier supérieur de la Luftwaffe, actif durant la Seconde Guerre mondiale.

## Biographie
Fils du  Generalleutnant Otto Griepenkerl (1851-1930) et de Katherina von Stromberg, Kurt Griepenkerl naît le 29 avril 1888, à Metz, une ville de garnison animée d'Alsace-Lorraine. Avec sa ceinture fortifiée, Metz est alors la première place forte du Reich allemand, constituant une pépinière d'officiers supérieurs et généraux. Comme Hans von Salmuth, le jeune Kurt se tourne naturellement vers une carrière militaire. Cadet militaire, il est promu Leutnant, sous-lieutenant, le 14 février 1906. Il est confirmé dans son grade deux ans plus tard. Comme beaucoup de soldats originaires de Metz, il sert dans l'artillerie. En 1913, le sous-lieutenant Griepenkerl est temporairement détaché du Feld Artillerie Regiment 19 pour suivre une formation dans un centre d'équitation militaire.

### Première Guerre mondiale
Lors de la Première Guerre mondiale, Kurt Griepenkerl se bat avec son régiment, le Feld Artillerie Regiment 19. Le 8 octobre 1914, Griepenkerl est promu Oberleutnant, lieutenant. Apprécié par ses supérieurs, il est promu Hauptmann, capitaine, le 18 décembre 1915. Il quitte le 19e régiment d'artillerie pour le 267e. Le Feld Artillerie Regiment 267 est alors intégré à la 208e Infanterie-Division. Le 6 octobre 1918, alors qu'il commande le 1er bataillon du 267e régiment d'artillerie, le capitaine Griepenkerl est blessé. Il reçoit à cette occasion la Königreich Preußen Verwundeten-Abzeichen in Schwartz, l'insigne des blessés en bronze.

### Entre-deux-guerres
Ayant été officier durant la Première Guerre mondiale, Griepenkerl poursuit sa carrière dans la nouvelle armée allemande, la Reichswehr. En 1928, le capitaine Griepenkerl sert au 4e Artillerie Regiment. Il est ensuite promu Major, commandant dans son arme. En 1939, le commandant Griepenkerl est promu Oberstleutnant, lieutenant-colonel. Il est nommé commandant de la Fliegerhorst Schleswig, une base aérienne située dans le Schleswig-Holstein.

### Seconde Guerre mondiale
En décembre 1940, Griepenkerl est promu Oberst, colonel. Affecté à la Wehrersatzinspektion de Schwerin, il est affecté ensuite au Wehrbezirkskommando Graz, l'état-major du district aérien de Graz en Autriche. Le 11 juillet 1941, le colonel Griepenkerl est affecté au Luftflotten-Kommando 4 , l'état major de la 4e flotte aérienne. Il y restera jusqu'au 30 mai 1942. Le 1er juin 1942, il est affecté au Wehrbezirkskommando de Rostock, dans le nord de l'Allemagne, affectation qu'il conservera jusqu'en 1944.

## Distinctions
- Königreich Preußen Eiserne Kreuz, 2e classe, 1914-1918 ;
- Königreich Preußen Eiserne Kreuz, 1re classe, 1914-1918 ;
- Großherzogtum Sachsen-Weimar-Eisenach, Hausorden vom weißen Falken, mit Schwertern, 2e classe ;
- Königreich Preußen Verwundeten-Abzeichen in Schwartz : 06.10.18 ;
- Hamburg Hanseatenkreuz ;
- Braunschweig Kriegsverdienstkreuz, 2e classe ;
- Braunschweig Kriegsverdienstkreuz, 1re classe ;
- Ehrenkreuz für Frontkämpfer ;
- Dienstauszeichnung, 4e classe ;
- Kriegsverdienstkreuz mit Schwerten, 2e classe: 01.09.41 ;
- Kriegsverdienstkreuz mit Schwerten, 1re classe: 17.01.42 ;
- Médaille "Winterschlacht Im Osten 1941/42" : 07.11.42.